# Chremon eribombos
Chremon eribombos är en insektsart som beskrevs av Otte, D. och Perez-gelabert 2009. Chremon eribombos ingår i släktet Chremon och familjen syrsor. Inga underarter finns listade i Catalogue of Life.